# Illiciales
Illiciales is een botanische naam, voor een order in de bedektzadigen: de naam is gevormd uit de familienaam Illiciaceae. Een orde onder deze naam wordt tamelijk zelden erkend door systemen voor plantentaxonomie, maar wel door het Cronquist-systeem (1981), alwaar ze geplaatst wordt in een onderklasse Magnoliidae en de volgende samenstelling heeft:
- orde Illiciales:
  - familie Schisandraceae
  - familie Illiciaceae

Deze eenheid omvat dezelfde planten als de familie Schisandraceae (in brede zin) bij het APG II-systeem (2003). Deze groep is dus, naar hedendaagse maatstaven, een natuurlijke eenheid.